# روب ميتشيل (سياسي)
روب ميتشيل (بالإنجليزية: Rob Mitchell)‏ هو سياسي أسترالي، ولد في 9 سبتمبر 1967 في ملبورن في أستراليا. حزبياً، نشط في حزب العمال الأسترالي. وقد انتخب عضو المجلس التشريعي الفيكتوري عن دائرة Central Highlands Province ‏ (30 نوفمبر 2002 – 24 نوفمبر 2006) وانتخب عضو مجلس النواب الأسترالي عن دائرة Division of McEwen ‏ (21 أغسطس 2010 – ).